# 郭云鹏
郭云鹏（1971年—），河北张家口人，汉族，中华人民共和国工人、政治人物、第十二届全国人民代表大会河北地区代表。
毕业于华北科技大学函授学院。2013年，被选为全国人大代表。